# 陈梦
陈梦（1994年1月15日—），山东青岛人，中國女子乒乓球運動員，右手横握球拍，两面反胶打法，是2017、2018、2019、2020年四連獲得年終總決賽女單冠軍，2020年夏季奧林匹克運動會女單及女子团体金牌得主。陳夢在2024年夏季奧林匹克運動會衛冕乒乓球女單金牌，是繼鄧亞萍及張怡寧後第三位成功蟬聯奧運會女單金牌的乒乓球員。

## 生平

### 早年經歷
陈梦對乒乓球的認識主要來自母親逄敏，她曾為青岛市部队乒乓球比赛冠军，因此陈梦自小就接觸乒乓球。陈梦自5岁就跟着吴乃蝉教练學習乒乓球，10岁時进入省体工队，並於同年成为全省唯一一位入选中国少年队的運動員；2007年，13岁的陈梦在国家队集训中成绩优异，在争夺进入国家队唯一一个名额的队内大循环中，年龄最小的陈梦脱颖而出，以第一名的身份成功選入国家队，年龄仅次于12岁就进入国家队的郭跃。由於是著名演员黄晓明的表妹，陈梦在出道之时备受关注。

### 青年生涯
2007--2008年「云台山杯」U17中国乒乓球全明星赛，全程比賽由电视直播，陈梦一路过关斩将最终问鼎冠军，年紀輕輕卻完全没有小运动员经常出现的紧张、发挥失常的情緒。2008年世青赛团体赛，在對对阵日本队的比賽中，以3-0零封日本天才少女石川佳纯，为中国队最终夺得冠军立下头功。2009年的亚青赛，陈梦灰決賽中會師队友顾玉婷，以4-1再次加冕女单冠军。2011年在巴林首都马纳马舉行的世界乒乓球青年锦标赛，陈梦连夺女团、女单、女双和混双四项冠军，为本届世青赛的四冠王。成為當時最被看好的青年女子乒乓球運動員之一，也是世青赛的大满贯得主，並一步一步成為中國隊的主力。

### 运动员生涯
2010年底的中国乒乓球女队“直通鹿特丹”世乒赛队内选拔赛中连胜郭跃和李晓丹，而名声大噪。2012年堪稱陈梦成名之年，在卡塔尔公开赛中，从资格赛一路过关斩将，最終於決賽以4-0横扫韩国选手石贺净夺冠，获得了自己的首个巡回赛女单冠军。同年中国公开赛，以4-3险胜头号种子刘诗雯，獲得生涯第二站冠军，世界排名迅速飙升。同年，她于国内的乒超联赛中代表山东鲁能队出战34场，取得22胜12负，位列单打胜率榜第4名，成为表现最出色的国家队新秀之一。2012年国际乒联世界乒乓球巡回赛总决赛6日在杭州拉开战幕。女单首轮对决中，赛会头号种子、中国小将陈梦横扫日本名将福原爱，轻松晋级下一轮，並一路過關斬將，於半決賽惜敗隊友丁寧。

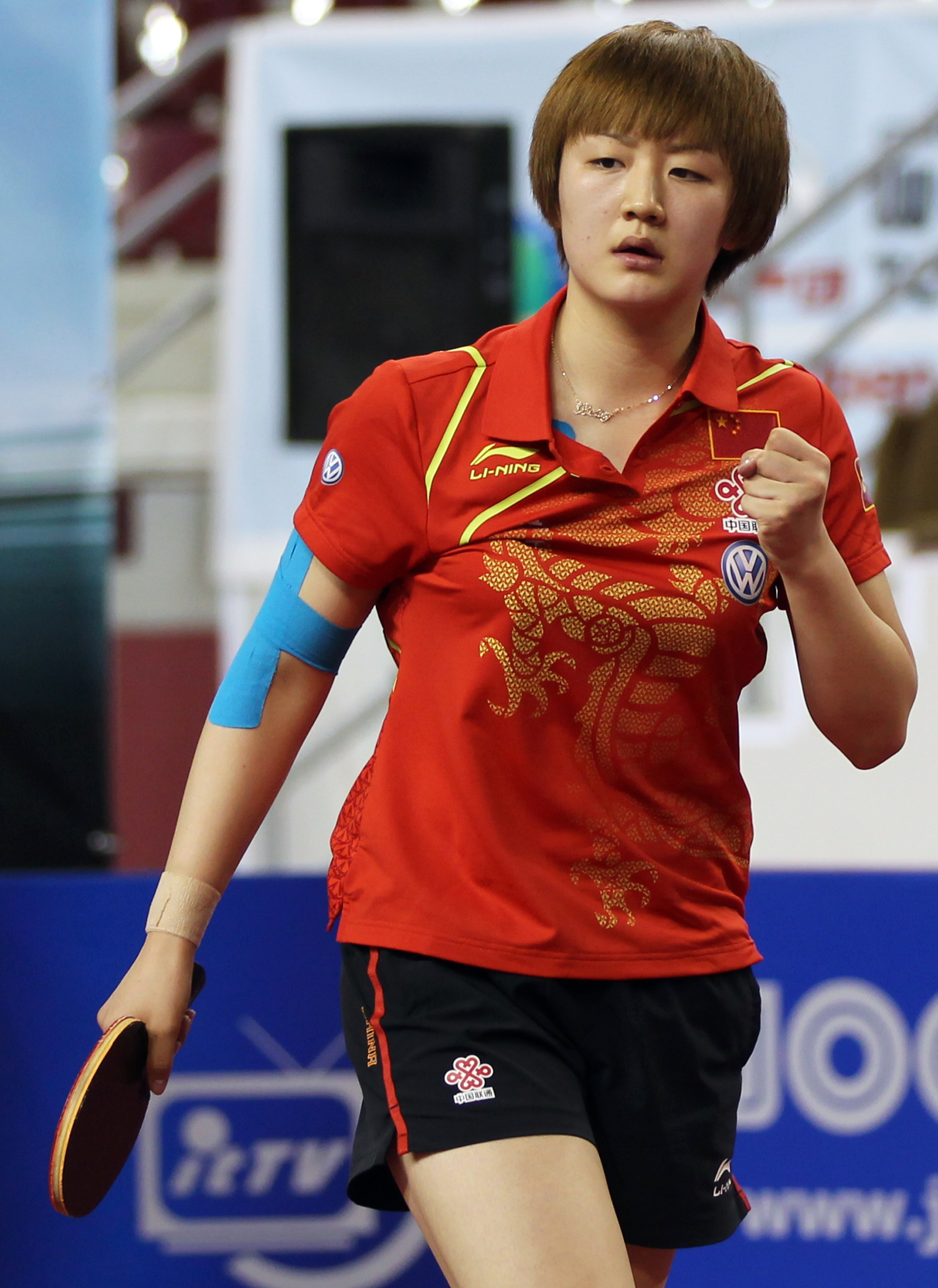
2012年卡塔爾公開賽上。

2013年1月，陈梦首次跻身ITTF女子单打世界排名前十。同年，陈梦虽未获得直通巴黎世乒赛的资格，但仍被女队主教练孔令辉选中，19歲就获得第一次参加世乒赛的机会，出战女单和女双比赛，在女双比赛中与朱雨玲搭档，获得季军。2013年天津东亚运动会，陈梦以4-2力擒隊友朱雨玲摘下桂冠。
2014年，陈梦與隊友丁宁、李晓霞、刘诗雯和朱雨玲代表中國出戰世界乒乓球锦标赛(团体赛)，此次為陈梦的世锦赛首秀，最終成為成为国乒又一世界冠军，也是陈梦生涯首個世界冠軍。隨後於世界盃乒乓球賽(团体赛)、世界乒乓球锦标赛(团体赛)和世界乒乓球锦标赛(团体赛)都隨隊出戰，均與隊友同獲世界冠軍，於國家隊踏穩陣腳。但在2014-2016年間個人單打成績方面進入緩沖期，雖然拿到幾次公開賽冠軍，但在世錦賽等大賽的單打一直沒有突破，2015年蘇州世乒賽更沒取得參賽權。
2017年為陳梦的豐收年，出戰多站比賽，是拿冠軍次數最多、成績最穩定的中國選手，先後於卡塔尔公开赛和澳大利亚公开赛連獲雙冠王，並於哈薩克阿斯塔納舉行的世界巡迴賽總決賽中繼2015年後第二次再闖決賽，最終奪冠，更在女雙比賽中和隊友朱雨玲以4-0擊敗日本组合，再度成為雙冠王。2018年1月1日，陳梦的世界排名首度來到世界第一，成為第9位女子世界排名第一的中國球手。

### 東京奧運
陳夢在東京奧運會女單決賽以4：2擊敗隊友孫穎莎，獲得冠軍。
2022年5月3日被授予中国青年五四奖章。

### 巴黎奧運
陳夢在WTT沙特大滿貫中獲得冠軍，成功获得巴黎奧運會女單資格。最終在決賽再次以4：2擊敗隊友孫穎莎，成功衛冕，成為繼邓亚萍及张怡宁後，奧運史上第三位在女子乒乓女單衛冕的球員，完成了中国在该项目的十连冠。

### 退出世界排名
2024年12月27日，陈梦发文正式宣布退出WTT世界排名系统，但表示仍会继续参加比赛并期待与球迷在赛场相见。

## 比赛成绩

### 三大赛（奥运会、世锦赛、世界杯）
| 年份   | 賽事                       | 地點             | 成績 | 成績                 | 成績 |
| 年份   | 賽事                       | 地點             | 單打 | 雙打                 | 團體 |
| ------ | -------------------------- | ---------------- | ---- | -------------------- | ---- |
| 2013年 | 世界乒乓球锦标赛           | 法國巴黎         | 16强 | 女双（与朱雨玲）季军 |      |
| 2014年 | 世界乒乓球锦标赛（团体赛） | 日本东京         |      |                      | 冠军 |
| 2015年 | 世界盃乒乓球賽（团体赛）   | 阿联酋迪拜       |      |                      | 冠军 |
| 2016年 | 世界乒乓球锦标赛（团体赛） | 马来西亚吉隆坡   |      |                      | 冠军 |
| 2017年 | 世界乒乓球锦标赛           | 德国杜塞道夫     | 8强  | 女双（与朱雨玲）亞军 |      |
| 2018年 | 世界乒乓球锦标赛（团体赛） | 瑞典哈爾姆斯塔德 |      |                      | 冠军 |
| 2019年 | 世界乒乓球锦标赛           | 匈牙利布達佩斯   | 亞军 | 女双（与朱雨玲）季军 |      |
| 2020年 | 2020年乒乓球世界杯         | 中国威海         | 冠军 |                      |      |
| 2021年 | 2020年东京奥运会           | 日本东京         | 冠军 |                      | 冠军 |
| 2023年 | 世界乒乓球锦标赛           | 南非德班         | 亚军 | 女双（与王艺迪）冠军 |      |
| 2024年 | 2024年巴黎奥运会           | 法國巴黎         | 冠军 |                      | 冠军 |

### 亞運會、亞洲錦標賽及亞洲杯
| 年份   | 賽事                 | 地點             | 成績 | 成績                 | 成績 |
| 年份   | 賽事                 | 地點             | 單打 | 雙打                 | 團體 |
| ------ | -------------------- | ---------------- | ---- | -------------------- | ---- |
| 2013年 | 亚锦赛               | 釜山             | 季军 | 女双（与朱雨玲）冠军 | 冠军 |
| 2013年 | 亚锦赛               | 釜山             | 季军 | 混雙（与樊振東）季军 | 冠军 |
| 2014年 | 亚运会               | 仁川             | －   | 女双（与朱雨玲）冠军 | 冠军 |
| 2015年 | 亚锦赛               | 泰國芭達亞       | 亚军 | 女双（与朱雨玲）亚军 | 冠军 |
| 2015年 | 亚锦赛               | 泰國芭達亞       | 亚军 | 混雙（与樊振東）冠军 | 冠军 |
| 2017年 | 亚锦赛               | 中国無錫市       | 亚军 | 女双（与朱雨玲）冠军 | 冠军 |
| 2018年 | 亚洲杯乒乓球赛       | 日本橫濱         | 亞军 | －                   | －   |
| 2018年 | 亞洲運動會乒乓球比賽 | 印度尼西亞雅加達 | 亞軍 | －                   | 冠軍 |
| 2019年 | 亚洲杯乒乓球赛       | 日本横滨         | 亞軍 | －                   | －   |

### 國際乒聯巡迴賽
| 年份   | 巡迴賽分站地點             | 成绩 | 成绩             |
| 年份   | 巡迴賽分站地點             | 單打 | 双打             |
| ------ | -------------------------- | ---- | ---------------- |
| 2012年 | 杜哈                       | 冠军 | 4強（與顧玉婷）  |
| 2012年 | 科威特科威特城             | 16強 | 冠軍（與朱雨玲） |
| 2012年 | 中国上海                   | 16強 | 16強（與劉詩雯） |
| 2012年 | 中国和諧中國公開賽 (蘇州)  | 冠軍 | 冠軍（與朱雨玲） |
| 2012年 | 俄羅斯 葉卡捷琳堡          | 季軍 | 季軍（與朱雨玲） |
| 2012年 | 中国杭州（總決賽）         | 季軍 |                  |
| 2013年 | 奥地利韋爾斯               | 8強  | 亞军（与朱雨玲） |
| 2013年 | 科威特科威特城             | 16强 | 季军（与朱雨玲） |
| 2013年 | 中国和諧中國公開賽 (蘇州)  | 冠軍 | 冠軍（與朱雨玲） |
| 2013年 | 瑞典斯德哥爾摩             | 冠軍 | 冠軍（與文佳）   |
| 2014年 | 科威特科威特城             | 亞军 | 季军（与朱雨玲） |
| 2014年 | 中国成都                   | 8强  | 8强（与朱雨玲）  |
| 2015年 | 科威特科威特城             | 8强  | 季军（与武楊）   |
| 2015年 | 日本神戶                   | 冠軍 | 8强（与朱雨玲）  |
| 2015年 | 中国成都                   | 16强 | 冠軍（与劉詩雯） |
| 2015年 | 波蘭華沙                   | 8强  | 16强（与武楊）   |
| 2015年 | 瑞典斯德哥爾摩             | 16强 | 冠軍（與木子）   |
| 2015年 | 葡萄牙里斯本（總決賽）     | 亞军 |                  |
| 2016年 | 中国 SheSays 公開賽 (成都) | 季军 | 冠军（与朱雨玲） |
| 2017年 | 匈牙利布達佩斯             | 8强  |                  |
| 2017年 | 杜哈                       | 冠军 | 冠军（與王曼昱） |
| 2017年 | 日本東京                   | 亞军 |                  |
| 2017年 | 中国成都                   | 季军 | 亞军（与朱雨玲） |
| 2017年 | 黃金海岸                   | 冠军 | 冠军（与朱雨玲） |
| 2017年 | 奥地利林茲                 | 8強  | 8強（与王曼昱）  |
| 2017年 | 德国馬德堡                 | 冠军 | 8強（与朱雨玲）  |
| 2017年 | 瑞典斯德哥爾摩             | 8强  | 亞军（与朱雨玲） |
| 2017年 | 阿斯塔納（總決賽）         | 冠军 | 冠军（与朱雨玲） |
| 2018年 | 匈牙利布達佩斯             | 8强  |                  |
| 2018年 | 杜哈                       | 季军 |                  |
| 2019年 | 中国鄭州（總決賽）         | 冠軍 |                  |
| 2020年 | 中国鄭州（總決賽）         | 冠軍 |                  |

## 个人生活
陈梦和演员黄晓明是表兄妹关系，他们两人的祖母是亲姐妹，黄晓明曾在微博上庆祝陈梦赢取冠军。